# 18. divizija (Irak)
18. divizija je divizija Iraške kopenske vojske, ki spada pod okrilje Južnih sil IKV.

## Organizacija
- Štab
- 18. bataljon specialnih sil
- 18. komando bataljon
- 66. brigada
- 67. brigada
- 68. brigada
- 69. brigada
- 18. poljski artilerijski polk
- 18. poljski artilerijski polk
- 18. lokacijsko poveljstvo

- 18. bazna varnostna enota
- 18. vzdrževalna baza
- 18. motorizirani transportni polk

- 18. divizijski trenažni center